# Gareth Edwards (filmrendező)
Gareth James Edwards (Nuneaton, Warwickshire, 1975. július 13. –) BAFTA-díjas brit filmrendező, forgatókönyvíró, operatőr és filmproducer.
Elsőként a Monsters (2010) című független horrorfilmmel szerzett elismerést, melyben rendezőként, forgatókönyvíróként, operatőrként és a vizuális effektekért felelős művészként is részt vett. Ezután megrendezte a Godzilla (2014) és a Zsivány Egyes – Egy Star Wars-történet (2016) című filmeket.

## Filmográfia

### Film
| Év   | Magyar cím                             | Eredeti cím              | Feladatkör | Feladatkör | Feladatkör | Megjegyzések                                 |
| Év   | Magyar cím                             | Eredeti cím              | Rendező    | Író        | Producer   | Megjegyzések                                 |
| ---- | -------------------------------------- | ------------------------ | ---------- | ---------- | ---------- | -------------------------------------------- |
| 2008 |                                        | Factory Farmed           | Igen       | Igen       | Nem        | - rövidfilm - operatőr és vágó               |
| 2010 | Szörnyek                               | Monsters                 | Igen       | Igen       | Nem        | operatőr vizuális effektek és látványtervező |
| 2014 | Godzilla                               | Godzilla                 | Igen       | Nem        | Nem        |                                              |
| 2014 | Monsters – Sötét kontinens             | Monsters: Dark Continent | Nem        | Nem        | Vezető     |                                              |
| 2016 | Zsivány Egyes – Egy Star Wars-történet | Rogue One                | Igen       | Nem        | Nem        | cameoszerep (lázadó katona)                  |
| 2023 | Az Alkotó                              | The Creator              | Igen       | Igen       | Igen       |                                              |
| 2025 | Jurassic World: Újjászületés           | Jurassic World: Rebirth  | Igen       | Nem        | Nem        |                                              |

## Televízió
| Év   | Magyar cím                           | Eredeti cím         | Feladatkör | Feladatkör | Megjegyzések                                 |
| Év   | Magyar cím                           | Eredeti cím         | Rendező    | Író        | Megjegyzések                                 |
| ---- | ------------------------------------ | ------------------- | ---------- | ---------- | -------------------------------------------- |
| 2005 | Világvége – Változatok egy rémálomra | End Day             | Igen       | Igen       | tévéfilm                                     |
| 2006 | A tökéletes katasztrófa              | Perfect Disaster    | Igen       | Nem        | - dokumentumsorozat (2 epizód) - trükkmester |
| 2008 |                                      | Heroes and Villains | Igen       | Nem        | dokumentumsorozat (1 epizód)                 |

## Fordítás
- Ez a szócikk részben vagy egészben  a   Gareth Edwards (director) című angol Wikipédia-szócikk fordításán alapul.  Az eredeti cikk szerkesztőit annak laptörténete sorolja fel. Ez a jelzés csupán a megfogalmazás eredetét és a szerzői jogokat jelzi, nem szolgál a cikkben szereplő információk forrásmegjelöléseként.